# Uhtred de Galloway
Uhtred de Galloway ou Uchtred mac Fergus (c. 1120 – 22 septembre 1174) est seigneur de Galloway de 1161 à 1174, il règne conjointement avec son demi-frère Gille Brigte (Gilbert). Ils étaient tous deux les fils de Fergus de Galloway ; l'identité de leurs mères est inconnue, mais Uchtred est réputé être né d'une des nombreuses filles illégitimes du roi Henri Ier d'Angleterre, sans doute Elisabeth Fitzroy.

## Biographie
Encore enfant, il est envoyé comme otage à la cour du roi Malcolm IV d'Écosse. Lorsque son père Fergus, meurt en 1161, Uchtred est désigné comme co-régent du Galloway avec Gilla Brigte. Ils participent tous deux à la désastreuse invasion du Northumberland menée par le roi Guillaume le Lion en 1174. Lorsque le roi William est capturé, les habitants du  Galloway rebelles mettent à profit l'opportunité pour tuer les Anglo-normands et les Anglais de leur région. C'est à cette époque que Uchtred est d'abord cruellement mutilé, il est aveuglé et castré, puis est mis à mort par son frère Gille Brigte et l'un des fils de ce dernier, nommé Coluim. Gille Brigte s'empare ainsi du contrôle de la totalité du Galloway.

## Union et postérité
Uchtred épouse Gunhilda, fille Waltheof d'Allerdale dont :
- Roland de Galloway de Galloway (également connu sous le nom de Lochlann) ;
- Eve de Galloway, épouse de Walter de Berkeley ;
- Christina, épouse de  William de Bruce (3e lord d'Annandale).

## Sources
- (en) Richard Oram, Domination and Lordship. Scotland 1070-1230, Edinburgh, Edinburgh University Press, 2011 (ISBN 9780748614974), p. 121-122.
- (en) William Forbes Skene, John of Fordun's Chronicle of the Scottish Nation, réédition CreateSpace, 2014 (ISBN 9781505382860).